# Gran varietà (programma radiofonico)
Gran varietà, titolo completo Gran varietà – Spettacolo della domenica, è stata una trasmissione radiofonica andata in onda sul secondo programma della Rai dal 1966 al 1979 tutte le domeniche mattina dalle 9,35 alle 11,00 con replica il sabato pomeriggio sul programma nazionale. La prima puntata venne trasmessa il 3 luglio 1966 e l'ultima l'8 luglio 1979.

## Produzione
Basata sull'alternanza di sketch comici e canzoni, con Alto gradimento e La Corrida fu una delle trasmissioni radiofoniche più popolari degli anni sessanta e settanta e, insieme a Tutto il calcio minuto per minuto, quella che fece decollare definitivamente l'utilizzo dell'autoradio e delle radio portatili a transistor. Annunciata come messa in onda in diretta dalla Sala A del Centro di Produzione Rai di via Asiago in Roma, in realtà era registrata in tempi diversi nella Sala M della stessa sede. Nella bobina finale di trasmissione un abile lavoro di montaggio in sala di regia, teneva assieme sketch comici, interventi dei cantanti, presentazioni,stacchetti musicali, risate e applausi. Per non gravare sugli impegni di coloro che prendevano parte al programma, diverse volte i tecnici radiofonici si recavano personalmente nei luoghi dove gli artisti erano presenti per registrare i loro interventi.

### Ideazione
Ideata dal dirigente radiofonico Maurizio Riganti e da Luciano Rispoli, all'epoca capostruttura della radiofonia nel settore dei programmi leggeri – non ancora diventato celebre come conduttore televisivo – è uno dei pochissimi format radiofonici ad essere tutto italiano e interno alla Rai, concepito per lanciare la fascia mattutina del secondo programma – che non aveva l'attuale denominazione . Nella formula gli ideatori si ispirarono a famosi programmi leggeri del passato, tra cui Rosso e nero, condotto da Corrado, 
che vennero resi un po' più moderni per un pubblico che iniziava ad ascoltare la radio non solo all'interno delle case – all'epoca la televisione non diffondeva programmi durante la mattina – ma anche in mobilità, reso possibile dall'avvento dell'autoradio e della radio a transistor. Inoltre, in quel periodo Radiorai stava avendo un calo di ascolti, dovuto sia al sorpasso in termini di ascolti dei programmi televisivi sia alla nascita della concorrenza: quattro mesi prima, infatti, erano cominciate le trasmissioni di Radio Monte Carlo in lingua italiana.
 
La trasmissione era suddivisa in due parti distinte. La prima, che cominciava alle 9,35, aveva la durata di poco meno di un'ora, fino alle 10,30 quando andava in onda il giornale radio; poi iniziava la seconda parte, dalle 10,40 alle 11, della durata di circa venti minuti.

### Registi, autori e conduttori
Regista storico del programma fu Federico Sanguigni che ne diresse ben 38 edizioni, con le sole eccezioni di Silvio Gigli per un ciclo del 1969 e Umberto Orti negli ultimi tre, nel 1978 e 1979. I conduttori furono otto: Johnny Dorelli, il primo, che condusse 22 edizioni dal luglio 1966 al giugno 1978, Raimondo Vianello con 9 edizioni dal luglio 1967 a giugno 1971, Walter Chiari con 4 edizioni dall'autunno del 1969 alla primavera del 1970 e le estati del 1974 e 1975, Raffaella Carrà con 3 edizioni di cui una da sola tra l'autunno 1972 e l'inverno 1973 e due insieme a Paolo Villaggio tra il novembre del 1975 e giugno 1976, Gino Bramieri con le ultime 2 edizioni nel 1979 e infine con 1 edizione ciascuno Lando Buzzanca nella primavera del 1974 e Domenico Modugno nell'estate del 1978.
Gli autori dei testi furono otto: i primi furono Antonio Amurri e Maurizio Jurgens, che firmarono la prima edizione. La seconda venne scritta da Amurri con Guido Castaldo e Faele (Raffaele Sposito), con Jurgens collaboratore. Dal terzo ciclo del gennaio 1967 e fino al 19°, a marzo 1971, Amurri e Jurgens ne sono gli autori per 16 stagioni consecutive. A partire dal 20° ciclo, da aprile 1971, Amurri venne affiancato da Dino Verde; Jurgens tornerà a firmare i testi dal 29° ciclo, nel novembre 1973. Dopo l'improvvisa scomparsa di Jurgens, avvenuta nel settembre del 1975, dal 35° ciclo, nel novembre dello stesso anno, ad Amurri e Verde si affianca Bruno Broccoli, poi dal novembre 1976, con il nuovo titolo Più di così... firmarono i testi Dino Verde e Bruno Broccoli, che scrissero i copioni anche più avanti nell'edizione condotta da Modugno. Con il ritorno al nome originario e a una rinnovata formula di trasmissione Amurri e Verde scrissero i testi delle ultime due edizioni condotte da Dorelli. Con la conduzione di Gino Bramieri, gli autori furono per gli ultimi due cicli Italo Terzoli ed Enrico Vaime.
La direzione orchestrale era affidata a Marcello De Martino coadiuvato nei cori dalla formazione 4+4 di Nora Orlandi, a volte sostituiti o affiancati dai Cantori Moderni di Alessandro Alessandroni, dalle Voci Bianche di Renata Cortiglioni e, in un caso, persino dall'Equipe 84.

### Caratteristiche
Le caratteristiche peculiari della trasmissione erano il cast di attori e cantanti ospiti e le sigle. Il cast fisso dei partecipanti che recitavano i vari sketch era sostituito a rotazione ogni trimestre per le prime 24 edizioni, dal 1966 al 1972 e ogni quadrimestre per le restanti 18 edizioni.
Il numero di trasmissioni era di 13 per ogni edizione o ciclo trimestrale, mentre in quelli quadrimestrali era variabile tra 18 e 16 puntate; non se ne trasmettevano mai 17, sia per ragioni di scaramanzia, ma anche perché, con l'adozione del ciclo di quattro mesi, quando le trasmissioni erano 18 i cantanti ospiti fissi erano non più uno ma due, e in alcune edizioni tre o quattro, che si alternavano ogni due mesi, per 9 puntate ciascuno, ai quali sovente veniva affidata la sigla finale, mentre quella di raccordo tra prima e seconda parte, e talvolta quella iniziale, era eseguita dallo stesso conduttore per i cicli condotti da Johnny Dorelli.
Altra caratteristica inconfondibile del programma era l'elaborazione delle voci – del conduttore, degli attori e dei cantanti – che, grazie all'uso di un riverbero acustico artificiale e di applausi registrati, dava all'ascoltatore l'impressione che tutto si svolgesse in un teatro o in uno studio televisivo con un grande pubblico presente.

### Attori e cantanti ospiti
Tranne Totò, Erminio Macario, Sophia Loren e Silvana Mangano, oltre a diversi altri (che non vi hanno mai preso parte), una settantina di attori accreditati furono ospiti del programma; gli attori che parteciparono al primo ciclo, andato in onda dal 3 luglio al 25 settembre 1966, erano Walter Chiari, Alberto Lupo, Rina Morelli e Paolo Stoppa ( dal 1966 al 1974 ), e la prima cantante ospite fissa fu Mina, che cantava anche la sigla finale, Sono come tu mi vuoi; in seguito Mina fu ospite fissa altre tre volte, nel 1974, 1976 e 1978. Altre cantanti ospiti abituali del programma furono Ornella Vanoni, che partecipò per cinque volte, e Iva Zanicchi, che comparve in quattro edizioni. Tra i cantanti, Adriano Celentano partecipò per cinque volte alla trasmissione, nel 1969, 1970 – in coppia con Claudia Mori – 1972, 1973 e 1976.

### Personaggi e sketch
Nei dodici anni di trasmissione furono presentati un'ottantina di personaggi per un totale complessivo di oltre 2 600 sketch, sia puramente comici sia le cosiddette "scenette di situazione" derivate dalla situation comedy radiofonica statunitense. Nella maggior parte dei casi i personaggi erano creazioni originali, con alcune riproposizioni già presentate in precedenza, anche se quasi tutti, con poche eccezioni, non ricompariranno nelle edizioni successive.
Il programma ebbe alti indici di ascolto, con circa 8 milioni di ascoltatori a puntata, e un indice di gradimento di 85 che ne favorì la sua lunga durata. Nel dicembre del 1970, alla 18ª edizione, aveva una media di 5 milioni e un indice di gradimento pari a 83. Il programma veniva riproposto in replica anche il sabato pomeriggio fino al momento in cui, a fronte del grande successo ottenuto, in quello spazio venne ideata una trasmissione del tutto nuova, intitolata Gran varietà bis, dove oltre alla riproposizione degli sketch andati in onda alla domenica precedente se ne interpretavano anche altri del tutto nuovi con Lia Zoppelli, Carlo Campanini, Gianni Agus, Deddi Savagnone, Isa Bellini e Riccardo Garrone. Dopo la chiusura del programma, la stessa idea sarà riproposta anche nel programma suo erede, Varietà, varietà, andato in onda sul primo programma dal 1983 al 1989; al varietà domenicale lo spazio del sabato venne denominato Varietà, varietà bis.
La scomparsa di Maurizio Jurgens segna di fatto la fine dell'epoca d'oro della trasmissione. Dopo il periodo con il nuovo titolo Più di così..., da luglio a ottobre del 1977 Johnny Dorelli presentò nella stessa fascia oraria la prima antologia della trasmissione, intitolata Buona domenica a tutti ovvero 10 anni di Gran varietà, con Stefano Jurgens autore dei testi. Dal novembre dello stesso anno la trasmissione riparte in una versione riveduta, meno enfatica e senza le famose sigle che introducevano i vari componenti del cast. Si segnalò principalmente il ritorno in trasmissione, dopo due anni, di Mina poco prima del suo ritiro ufficiale dalle scene. Dopo due cicli, Dorelli cedette il posto a Domenico Modugno che la condusse per una stagione, e infine Gino Bramieri fu il conduttore delle ultime due edizioni fino alla chiusura definitiva.

### Sigle
Le sigle del programma, oltre quella di apertura, per le prime 37 edizioni erano due: una di raccordo tra prima e seconda parte (che venne abolita a partire dalla 38ª edizione) e una di chiusura. Come il cast fisso di partecipanti, erano anch'esse sostituite a rotazione. Nei dodici anni di durata della trasmissione vennero presentati brani destinati ad avere successo nella classifica della Hit Parade (tra le tante, Lasciami stare di Rocky Roberts, Chimera di Gianni Morandi, L'appuntamento di Ornella Vanoni, Io domani di Marcella Bella e Una serata insieme a te di Johnny Dorelli e Catherine Spaak) ma anche altri di minore successo ma significativi (tra gli altri, Che strano amore di Caterina Caselli, L'amore è una gran cosa di Johnny Dorelli e La fortuna ha le mutande rosa di Cochi e Renato).
Inoltre le sigle iniziali erano sempre cantate – un esempio fu Luglio agosto e settembre eseguita dai Ricchi e Poveri nel primo ciclo quadrimestrale del 1972, che non venne mai pubblicata su disco – fino al 27° ciclo, nella primavera del 1973, quando venne eseguita con il Moog, il sintetizzatore elettronico. Nel 29° ciclo, dell'autunno del 1973, la sigla iniziale e gli stacchetti di presentazione vennero eseguiti con il vocoder, strumento che permetteva di enfatizzare maggiormente l'estensione vocale.

## Trasmissione
Ne vennero trasmessi 42 edizioni o cicli non consecutivi: i primi (dal luglio 1966 al giugno 1972) furono trimestrali per 13 puntate ciascuno, mentre i restanti 18, dal 25° al 42°, dal luglio 1972 al luglio 1979, erano quadrimestrali per 18 o 16 puntate. Consecutivamente, dal 3 luglio 1966 al 31 ottobre 1976 (con le sole eccezioni del 2 novembre 1969, del 14 dicembre 1969 e del 2 novembre 1975) vennero mandate in onda 37 stagioni per 537 puntate. A partire da novembre 1976 fino al giugno del 1977 ebbe un'interruzione poiché per due cicli venne mandato in onda un programma con titolo diverso ma dalle caratteristiche piuttosto simili, Più di così..., condotta nella prima serie da Raimondo Vianello e Sandra Mondaini e nella seconda serie da Enrico Montesano. In seguito, dal 6 novembre 1977 e fino all'8 luglio 1979 lo spettacolo tornò al nome originale per gli ultimi 5 cicli di 88 trasmissioni, portando il totale delle puntate a 625.
Dal 15 luglio e fino al 30 dicembre 1979 andò in onda Buona domenica a tutti ovvero 12 anni di Gran varietà, la seconda antologia del programma, presentata da Gianni Agus, con i partecipanti più rappresentativi delle edizioni storiche.
Nel 1991, sul primo canale radiofonico andò in onda Nuances, una trasmissione che scandagliava gli archivi radiofonici, con la riproposta di molti brani storici e anche alcuni sketch registrati ma poi censurati dalla Rai: memorabili furono alcuni brani del Fantozzi di Paolo Villaggio, ripresi direttamente dal primo libro con annesse parole piuttosto forti, che non andarono ovviamente mai in onda.
Nel 1994, su Rai Radio 2 andò in onda una prima trasmissione rievocativa, Quel famoso Gran varietà, condotto da Ilaria Moscato e Paolo Panelli alla sua ultima apparizione radiofonica.
Nel 1997 andò in onda una seconda trasmissione in ricordo del programma, La mitica Sala A, condotta da Simonetta Zauli per la regia di Marcello Casco.

## Rifacimenti
Nell'aprile del 1983 Rete 4, all'epoca appartenente al gruppo Mondadori, cercò di realizzare una trasposizione televisiva dello spettacolo radiofonico, dallo stesso titolo Gran varietà, con i medesimi autori (Antonio Amurri e Dino Verde), diretta da Luciano Salce con lo pseudonimo di Pilantra e condotta da Loretta Goggi – che cantava anche la sigla finale – con Paolo Panelli – storico partecipante di molte edizioni radiofoniche – ma l'esperienza durò soltanto 10 puntate.
Dal novembre del 1983 al giugno 1989 venne realizzato un rifacimento radiofonico, stavolta andato in onda su Rai Radio 1 con il titolo di Varietà, varietà, sempre con la regia di Federico Sanguigni e condotto, nelle prime due edizioni, coprodotte con la Radio Svizzera Italiana, dalla presentatrice elvetica Daniela Grigioni in coppia con Giorgio Bracardi. Nelle successive edizioni si succedettero alla conduzione anche Paolo Panelli con la figlia Alessandra, Oreste Rizzini e Daniela Poggi.
Nel luglio del 2016, in occasione del 50º anniversario della trasmissione, viene proposto a Carlo Conti di condurre una nuova edizione del programma, riveduta e corretta: all'appello rispondono con entusiasmo diversi attori tra i quali Lando Buzzanca – partecipante storico – e Paola Minaccioni, ma la cosa non avrà seguito.

## Fantasie musicali

### Mina e Walter Chiari (31° ciclo, estate 1974)
Mina, insieme al conduttore del ciclo Walter Chiari, analizza brevemente alcune curiosità e anomalie nella storia della canzone italiana sotto forma di inchiesta leggermente ironica, dimostrando che non esiste soltanto il binomio "cuore" e "amore", aggiugendoci diversi esempi esteri, e terminando con l'esecuzione di un suo brano. Di seguito si indicano i titoli degli argomenti, la data di trasmissione, i brani che compongono i vari medley e, quando noto, il brano conclusivo.
- La pioggia nelle canzoni (14 luglio 1974)

Medley composto dai brani Come pioveva, Guarda fuori come piove, Camminando sotto la pioggia, Singin' in the rain, Ciao ciao bambina (Piove) e Raindrops keep fallin' on my head. Brano conclusivo: Non gioco più.
- La luna nelle canzoni (21 luglio 1974)

Medley composto dai brani Fox della luna, Tipitipitin, Luna malinconica (Blue Moon), Luna marinara, Luna rossa, Moon river e Fly me to the moon.
- Le signorine nelle canzoni (28 luglio 1974)

Medley composto dai brani Signorinella, Signorine non guardate i marinai, La signorina della Quinta Strada, Signorina grandi firme, La ragazza col Montgomery e Girl from Ipanema.
- Il vecchio nelle canzoni (4 agosto 1974)

Medley composto dai brani Vecchia America, Mia vecchia Broadway, Vecchia Europa, Vecchio Scarpone, Old Man River e Vecchia Roma. Brano conclusivo: Dichiarazione d'amore.
- La città nelle canzoni (11 agosto 1974)

Medley composto dai brani Trieste mia, Stramilano, Io ti ho incontrata a Napoli, La porti un bacione a Firenze, Venezia la luna e tu, Ciao Turin, Roma non fa' la stupida stasera, Verona (Ramona), La lunga estate di Taormina, I love Paris, Autumn in New York, San Francisco, Vienna, Splendida Copenhagen e London Town.
- La zoologia nelle canzoni (18 agosto 1974)

Medley composto dai brani Vipera, L'uccellino della radio, Il pinguino innamorato, T'amo pio bove, Vola colomba, O ciucciariello, Il leon e Ninna nanna del cavallino.
- Buongiorno e buonasera nelle canzoni (25 agosto 1974)

Medley composto dai brani Buongiorno Giuliana, Buongiorno tristezza, Buonanotte angelo mio, Buonanotte mamma, Buenas noche mi amor, Goodnight, Buondì e Buona sera signorina.
- Ricordare e dimenticare nelle canzoni (1º settembre 1974)

Medley composto dai brani Ricordi quelle sere, Ricordate Marcellino, Ricordati (Nature Boy), Souvenir d'Italie, September in the rain, Non dimenticar e Non dimenticar le mie parole.
- I gatti nelle canzoni (8 settembre 1974)

Medley composto dai brani Maramao perché sei morto, Il gatto in cantina, La gatta e 44 Gatti.
- Piccolo e grande nelle canzoni (15 settembre 1974)

Medley composto dai brani Piccolissima serenata, Grande grande grande, Piccola Italy, Tu sì 'na cosa grande, Questo piccolo grande amore ed Eri piccola così.
- Il mare nelle canzoni (22 settembre 1974)

Medley composto dai brani Santa Lucia, E la barca tornò sola, Ebb Tide, La Mer, Il mare, Guarda che luna, Sono andati e Tutti al mare.
- Le bambole nelle canzoni (29 settembre 1974)

Medley composto dai brani Una bambola rosa, Bambola, La bambola, Bombolo, Thumbelina e Donna.
- Gli angeli nelle canzoni (6 ottobre 1974)

Medley composto dai brani Un angelo dal ciel, Buonanotte angelo mio, Un angelo blu, You speak with an angel e Angeli negri (Angelitos Negros).
- I soldi nelle canzoni (13 ottobre 1974)

Medley composto dai brani Soldi soldi soldi, Mille lire al mese, Se fossi milionario, Cinquemila lire per un sorriso, Pennies from heaven e Canzone da due soldi.
- Gli addii nelle canzoni (20 ottobre 1974)

Medley composto dai brani Addio mia bella signora, Addio sogni di gloria, Ciao biondina, ciao e Arrivederci.
- Il bacio nelle canzoni (27 ottobre 1974)

Medley composto dai brani Baby kiss me, As time goes by, Amore baciami, Besame mucho, Un bacio a mezzanotte e Il bacio.

### Mina e Johnny Dorelli (38° ciclo, autunno 1977 – inverno 1978)
Mina, qui nella sua ultima partecipazione alla trasmissione, cinque mesi prima del ritiro ufficiale dalle scene (avvenuto il 23 agosto 1978), insieme al conduttore del ciclo Johnny Dorelli, a Marcello De Martino (che interviene in voce in sette puntate) e a diversi ospiti (che partecipano quasi tutti per due trasmissioni ciascuno), interpreta una fantasia musicale a tema. Di seguito si indicano i titoli degli argomenti, gli ospiti partecipanti, la data di trasmissione, i brani che compongono i vari medley e, quando noto, il brano conclusivo.
- La rivoluzione musicale di Renato Carosone (6 novembre 1977)

Medley composto dai brani Scalinatella, Scapricciatiello, Maruzzella, Torero, Guaglione, Pigliate 'na pastiglia, Tu vuo' fa' l'americano e Caravan petrol.
- Le canzoni napoletane (con Renato Carosone, 13 novembre 1977)
- La canzone confidenziale o dei ricordi (con Bruno Martino, 20 novembre 1977)

Medley composto dai brani E la chiamano estate, Rimpiangerai, Baciami per domani, Forse, Cos'hai trovato in lui, Estate e Una calda serata d'estate.
- Le canzoni da night (con Bruno Martino, 27 novembre 1977)
- Le canzoni brasiliane (con Irio De Paula, Afonso Vieira e Alessio Urso, 4 dicembre 1977)

Medley composto dai brani Brazil, Corcovado, Felicidad, Desafinado, Insensatez, Samba de aviao e La ragazza di Ipanema.
- Il tango (con Angel Pocho Gatti, 11 dicembre 1977)
- Lo swing (con Armando Trovajoli, 18 dicembre 1977)
- Le canzoni dello Zecchino d'Oro (con Marcello De Martino, 25 dicembre 1977)
- Il samba e la bossa nova (con Irio De Paula, Afonso Vieira e Alessio Urso, 1º gennaio 1978)
- Le canzoni per bambini (con Marcello De Martino, 8 gennaio 1978)

Medley composto dai brani Sei forte papà, Furia, Sandokan, La tartaruga, Johnny Bassotto, Lettera a Pinocchio, Viva la pappa col pomodoro, Impara a fischiettar e Supercalifragilistichespiralidoso.
- Le sigle di Gran varietà (con Marcello De Martino, 15 gennaio 1978)

Medley composto dai brani Sono come tu mi vuoi, Solo più che mai (Strangers in the night), Per chi, La scala buia, Clair, Colpa mia, E penso a te e Una serata insieme a te. Brano conclusivo: Ma che bontà.
- Le canzoni da Hit Parade (prima parte, con Marcello De Martino, 22 gennaio 1978)

Medley composto dai brani Non gioco più, L'immensità, Winchester cathedral, Amor mio, Azzurro, Yesterday, Tanto pe' cantà, Margherita e Piange il telefono.
- Le sigle televisive (con Marcello De Martino, 29 gennaio 1978)
- Le canzoni da Hit Parade (seconda parte, con Marcello De Martino, 5 febbraio 1978)

Medley composto dai brani Storia d'amore, Killing me softly with his song, You are the sunshine of my life, Insieme, L'importante è finire, Vincent, Feelings, I giardini di marzo e Buonasera dottore.
- Le colonne sonore dei film stranieri (con Marcello De Martino, 12 febbraio 1978)
- La commedia musicale (con Armando Trovajoli, 19 febbraio 1978)

Medley composto da brani tratti dalle commedie musicali Rugantino, Ciao, Rudy e Aggiungi un posto a tavola. Mina non fu presente alla trasmissione.
- Le colonne sonore dei film italiani (con Piero Piccioni, 26 febbraio 1978)

Medley composto dai brani Parlami d'amore Mariù, Ma l'amore no, Il Padrino (Parla più piano), La decima vittima, Amore, Amore, Amore, More e Metti una sera a cena.
- I film musicali (con Piero Piccioni, 5 marzo 1978)